# Stipulace
Stipulace (stipulatio, odvozuje se od stipulum – „pevné“, nebo od stipes – „kmen“) byl formální, verbální, jednostranný a abstraktní kontrakt římského práva. Šlo o ústní smlouvu, která musela být uzavřena pronesením předem stanovených slov, přičemž sloveso odpovědi muselo být stejné jako u otázky, např. věřitel se zeptal „Slibuješ?“ a dlužník odpověděl „Slibuji“. Protože byla kontraktem abstraktním, nezáleželo na důvodu (kauze) smlouvy a pouhým splněním těchto formálních náležitostí vznikl závazek (obligace). Ten byl jednostranný, jelikož se takto zavázala pouze jedna strana. Stipulace byla velmi oblíbenou, později se však radikálně změnila, když došlo k uvolnění jejího formalismu. Stala se z ní neformální dohoda, kde záleželo na vůli obou stran, nikoli na dodržení formy slibu.
Předmětem stipulace mohlo být jakékoli plnění, zvláště byla používána tam, kde šlo o právní poměry jinak nežalovatelné. Žena si tak mohla pojistit vrácení věna pro případ rozvodu (cautio rei uxoriae), vlastník sousedního pozemku získával záruku proti hrozící škodě (cautio damni infecti) a šlo tak sjednat i úroky (stipulatio usurae) nebo smluvní pokutu pro případ nesplnění jiné smlouvy (stipulatio poenae). Při nesplnění stipulace měl věřitel k dispozici žalobu přísného práva actione ex stipulatu. Zvláštním druhem byly praetorské stipulace, prováděné na nátlak praetora, který tak někoho donutil ke slibu určitého plnění nebo jednání, např. poručníka, aby řádně spravoval jmění poručence.
Opačně působila akceptilace (acceptilatio), formální dohoda o zániku závazku. Zanikal tak, že dlužník se věřitele pouze zeptal „Máš splněno, co jsem slíbil?“ a věřitel odpověděl „Mám“.